# Stanisław Orłowski (ur. 1892)
Stanisław Orłowski (ur. 11 lutego 1892, zm. ?) – doktor medycyny, podpułkownik lekarz Wojska Polskiego.

## Życiorys
Stanisław Orłowski urodził się 11 lutego 1892. Po zakończeniu I wojny światowej, jako były oficer armii rosyjskiej został przyjęty do Wojska Polskiego i zatwierdzony do stopnia porucznika lekarza. Został awansowany na stopień majora lekarza ze starszeństwem z dniem 1 czerwca 1919. W 1923, 1924 jako oficer nadetatowy 1 batalionu sanitarnego służył w 13 pułku piechoty w Pułtusku, gdzie był starszym lekarzem pułku. W 1928 służył w 3 Okręgowym Szefostwie Sanitarnym w Grodnie. 2 grudnia 1930 roku został mianowany podpułkownikiem ze starszeństwem z dniem 1 stycznia 1931 roku i 1. lokatą w korpusie oficerów sanitarnych, grupa lekarzy. W październiku 1931 został przeniesiony do 4 Szpitala Okręgowego w Łodzi na stanowisko pomocnika komendanta. W 1939 był komendantem 10 Szpitala Okręgowego w Przemyślu.

## Ordery i odznaczenia
- Krzyż Walecznych (trzykrotnie)
- Złoty Krzyż Zasługi (19 marca 1937)[11]
- Medal Niepodległości (20 lipca 1932)[12]
- Medal Zwycięstwa (Międzyaliancki)